# 尚帕尼厄
尚帕尼厄（法語：Champagneux，法語發音：[ʃɑ̃paɲø]）是法国萨瓦省的一个市镇，属于尚贝里区。

## 地理
尚帕尼厄（45°37'44"N, 5°40'26"E）面积10.68 平方千米，位于法国奥弗涅-罗讷-阿尔卑斯大区萨瓦省，该省份为法国东部省份，历史上为薩伏依的一部分，北起上萨瓦省，西接伊泽尔省和安省，南部和东部与上阿尔卑斯省和意大利接壤。
与尚帕尼厄接壤的市镇（或旧市镇、城区）包括：布雷涅-科尔东、米尔和热利尼约、拉巴尔姆、卢瓦雪。

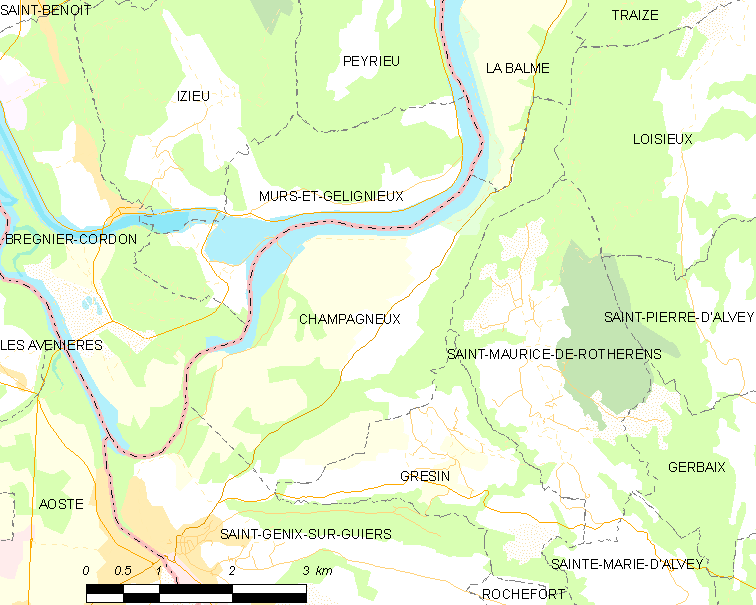
尚帕尼厄的OSM定位图

尚帕尼厄的时区为UTC+01:00、UTC+02:00（夏令时）。

## 行政
尚帕尼厄的邮政编码为73240，INSEE市镇编码为73070。

## 政治
尚帕尼厄所属的省级选区为萨瓦比热县。

## 人口

1962-2008年间尚帕尼厄人口变化图示

尚帕尼厄于2022年1月1日时的人口数量为671人。